# أسماء جهانجير
أسماء جهانجير جيلاني (1952 - 2018)، هي ناشطة حقوق الإنسان باكستانية.
أسماء من مواليد 27 يناير 1952 في مدينة لاهور حصلت على ليسانس الحقوق من جامعة البنجاب، وواجهت أثناء حقبة الحكم العسكري تهديدات بالقتل لدفاعها عن قضايا، وأمضت فترة في السجن في الثمانينيات من القرن العشرين لأنشطتها المدافعة عن الديمقراطية. وتولت منصب المقرر الخاص للأمم المتحدة لحرية العقيدة في الفترة من 2004 إلى 2010 ثم أصبحت مقررة الأمم المتحدة الخاصة لحقوق الإنسان في إيران.
توفيت يوم الأحد 11 فبراير 2018 في المستشفى بمدينة لاهور عن عمر يناهز 66 عامًا، بسبب سكتة دماغية أدت إلى نزيف في المخ.

## من مؤلفاتها
بالإضافة إلى العديد من المنشورات، قامت بتأليف كتابين:
- الحكم الإلهي؟ قانون الحدود (1988 ، 2003)
- أطفال سجناء باكستان (1992).
- «أين نحن!» وتم نشره 2000.

## الجوائز
- جائزة شمال جنوب (2012).
- جائزة مارتن إينالز (1995).
- جائزة رامون ماجسايساى (2005).
- جائزة الحريات الأربعة (2010).
- جائزة الأمم المتحدة في مجال حقوق الإنسان (2018).
- جائزة رايت ليفيلهوود